# Stekelruggen
Stekelruggen (Stichaeidae) vormen een familie van baarsachtige zeevissen.
De vissen worden voornamelijk aangetroffen in het noorden van de Grote Oceaan en enkele soorten ook in het noorden van de Atlantische Oceaan.

## Onderfamilies en geslachten
Fishbase beschrijft 65 soorten in 36 geslachten. De onderverdeling in onderfamilies is volgens Nelson:
- Onderfamilie Stichaeinae
  - Ernogrammus Jordan & Evermann, 1898
  - Eumesogrammus Gill, 1864
  - Plagiogrammus
  - Stichaeopsis
  - Stichaeus Reinhardt, 1836
  - Ulvaria Jordan & Evermann, 1896
- Onderfamilie Opisthocentrinae
  - Askoldia
  - Kasatkia
  - Lumpenopsis
  - Opisthocentrus
  - Pholidapus
  - Plectobranchus
- Onderfamilie Lumpeninae
  - Acantholumpenus Makushok, 1958
  - Anisarchus Gill, 1864
  - Anoplarchus
  - Leptoclinus Gill, 1861
  - Leptostichaeus
  - Lumpenella Hubbs, 1927
  - Lumpenus Reinhardt, 1836
  - Neolumpenus
  - Poroclinus Bean, 1890
- Onderfamilie Chirolophinae
  - Bryozoichthys Whitley, 1931
  - Chirolophis Swainson, 1838
  - Gymnoclinus
  - Soldatovia
- Onderfamilie Xiphisterinae
  - Alectrias
  - Alectridium Gilbert & Burke, 1912
  - Cebidichthys
  - Dictyosoma
  - Esselenichthys (of Esselenia[1])
  - Phytichthys
  - Pseudalectrias
  - Xiphister
- Onderfamilie Neozoarcinae
  - Azygopterus
  - Eulophias
  - Neozoarces Steindachner, 1880
  - Zoarchias